# .tk
Pour les articles homonymes, voir TK.
.tk est le domaine de premier niveau national (ccTLD) réservé aux Tokelau (Nouvelle-Zélande).
Cependant ce minuscule territoire (trois atolls, 10 km2, moins de 2 000 habitants) n’en a pas grande utilité et le met donc partiellement à disposition d'utilisateurs étrangers. De plus, les Tokelau ne sont pas un pays indépendant (l'archipel est placé sous souveraineté néo-zélandaise). Il est ainsi possible de réserver son nom de domaine en « .tk » via un compte payant ou gratuit, sans l'affichage de quelconque publicité.

## Description
.tk est géré par la société privée Taloha, basée à Amsterdam. .tk, en raison de sa très forte utilisation pour l'hébergement de sites pirates contenant potentiellement des virus ou liens d'hameçonnage, est bloqué par certains fournisseurs d'accès au niveau des DNS (aux États-Unis et en Allemagne notamment). Cependant, la majorité du réseau accepte ce TLD.
Les noms de domaine en .tk arrivent en 1re position des ccTLD devant la Chine et l'Allemagne en 2017 .

## Controverses
En 2006, McAfee a mené une enquête dans laquelle ils affirment que parmi 95 % des sites Web les plus fréquentés, les domaines .tk sont deux fois plus susceptibles d'être des arnaques ou d'autres comportements abusifs que la moyenne mondiale. Cependant, en 2008, McAfee rapporte que ces comportements comme l'hameçonnage et le spam sont significativement restreints avec .tk, et que d'autres noms de domaine créés avec .com et .net étaient significativement plus touchés par ces comportements abusifs.